# Culicoides dutoiti
Culicoides dutoiti är en tvåvingeart som beskrevs av Meillon 1943. Culicoides dutoiti ingår i släktet Culicoides och familjen svidknott. Inga underarter finns listade i Catalogue of Life.